# The Hoax (Bluesband)
The Hoax ist eine britische Bluesband aus Wiltshire, die Anfang der 1990er Jahre gegründet wurde. Sie wurde mit den Yardbirds, den Bluesbreakers und den Rolling Stones verglichen.

## Bandgeschichte
Zu The Hoax gehören Jon Amor (Gitarre), Hugh Coltman (Gesang, Mundharmonika), Jess Davey (Gitarre), Robin Davey (Bass) und Dave Raeburn (Schlagzeug). Sie hatten seit ihrer Jugend zusammen musiziert und eigene Songs geschrieben. Überregionale Aufmerksamkeit erregten sie, als sie mit der US-amerikanischen Smokin’ Joe Kubek Band in England auf Tour waren.
Ihr Debütalbum Sound Like This wurde von Mike Vernon produziert. Es erschien 1994 und bekam positive Kritiken. Sie traten in der Fernsehshow Later with Jools Holland auf. Das Album wurde 1995 bei den British Blues Connection Awards als bestes britisches Bluesalbum des Jahres ausgezeichnet.
1995 hatten sie ihre erste US-Tour. 1996 waren sie die Vorgruppe von Buddy Guy auf seiner Europatournee. Nach zwei Alben bei Code Blue Records gründeten sie ihr eigenes Plattenlabel Credible Records, auf dem sie von nun an veröffentlichten.
The Hoax löste sich 1999 nach vier Alben auf. 2009 gingen sie wieder auf Tour, und 2010 erschien ihr fünftes Album.

## Diskografie
- 1994: Sound Like This
- 1996: Unpossible
- 1997: Humdinger
- 1999: Live Forever
- 2010: 2010 A Blues Odessey
- 2013: Big City Blues

## Auszeichnungen
- 1994, 1995, 1996, 1997, 1998: British Blues Connection – Best British Blues Band
- 1998: Aufnahme in die British Blues Connection Hall of Fame